# Nibha Nobhadol
Công chúa Nibha Nobhadol, နိဘာနောဘဒလ်, Công chúa của Uthong, hoặc Somdet Phra Chao Boromwongse Ther Chao Fa Nibha Nobhadol Vimolprabhavadi Krom Khun Uthong Khetkhatiyanari (RTGS: Nipha Nopphadon, tiếng Thái: สมเด็จพระเจ้าบรมวงศ์เธอ เจ้าฟ้านิภานภดล วิมลประภาวดี กรมขุนอู่ทองเขตขัตติยนารี tiếng Trung: Bạch Thế Tôn; sinh năm: 4/12/1886 - mất năm: 29/1/1935), là công chúa của Xiêm La (sau này gọi là Thái Lan). Bà là một thành viên của Gia đình Hoàng gia Xiêm, là con gái của Chulalongkorn, Vua Rama V của Xiêm La. Bà phục vụ cha mình như một thư ký riêng, trong khi ông làm nhiều nhiệm vụ hoàng gia. Anh luôn viết những lá thư trong khi đi thăm Châu Âu với cô, tất cả đều được thu thập trong cuốn tiểu thuyết Klai Baan hay xa nhà.
Sau cuộc Cách mạng Xiêm năm 1932, bà quyết định ở lại với gia đình của người con nuôi, hoàng tử Paribatra Sukhumbhand, thái tử Nakhon Sawan ở Bandung, Tây Java, Indonesia, và qua đời 29/1/1935.

## Cuộc sống
Công chúa Nibha Nobhadol là con gái thứ ba và con cuối cùng của vua Chulalongkorn (Rama V vĩ đại) của Xiêm cùng với Công chúa Saisavali Bhiromya, Công chúa Suddhasininat Piyamaharaj Padivarada, con gái của Hoàng tử Ladavalya, Hoàng tử Bhumindrabhakdi và Mom Chin Ladavalya na Ayudhya. Bà sinh 4/12/1886 tại Grand Palace. Cô đã được cha cô gọi là Ying Bha hoặc công chúa Bha. Bà được cha cô đặt tên là Nibha Nobhadol Vimolprabhavadi (tiếng Thái: นิภานภดล วิมลประภาวดี)
Cô ấy có ba anh chị em ruột, một anh trai và hai chị em gái:
- Yugala Dighambara, the Prince of Lopburi (17/3/1883 – 8/4/1932)
- Nabhachara Chamrassri (5/5/1884 – 31/8/1889)
- Malini Nobhadara, the Princess of Srisatchanalai (31/7/1885 – 22/12/1924)

### Nhiệm vụ hoàng gia
Công chúa Nibha Nobhadol được cha cô tin tưởng. Cô phục vụ như thư ký riêng của cha mình, để quản lý công việc và nhiệm vụ của mình. Trong khi cha cô làm nhiệm vụ hoàng gia của ông khi thăm viếng Châu Âu vào năm 1907, ông luôn viết thư cho cô trong thời gian ở nước ngoài. Vì vậy, sau khi cô nhận được những bức thư của hoàng gia, cô thu thập và viết lại chi tiết về chuyến đi của cha cô đến châu Âu trong tiểu thuyết Thái Lan, xa nhà hoặc cũng được gọi là Thai Klai Baan (tiếng Thái: ไกลบ้าน).
Vào năm 1911, cô và chị gái, công nương Malini Nobhadara đã quyên góp tiền để xây dựng tòa nhà Yaovamalaya Uthis (Piyarajbobhit-Padivarada) tại trường Debsirin. Khi cô 28 tuổi, cô đã quyên góp tiền của mình để xây dựng tòa nhà Nibha Nobhadol ở Wat Debsirin cho ngôi trường Phật giáo của tôn giáo, để vinh danh cha và bà của cô, hoàng hậu Debsirindra.
Vào ngày 15/11/1925, cô được ban cho hoàng hậu của vua Vajiravudh (Rama VI) làm công chúa của Uthong, dịch sang tiếng Thái là Krom Khun Uthong Khetkhatiyanari (tiếng Thái: กรมขุนอู่ทองเขตขัตติยนารี). Cô được cấp Krom Khun, cấp 4 của các cấp Krom.

## Cuộc sống khi lớn
Sau cái chết của cha cô vào năm 1910, cô chuyển từ khu biệt thự Hoàng cung sang biệt thự hoàng gia Suan Sunandha, trong khu nhà của Cung điện Dusit, cùng với mẹ và chị gái, công chúa Malini Nobhadara. Nhưng sau khi mẹ cô và người chị gái qua đời, cô đã sống một mình kể từ đó. Nhưng cô luôn viếng thăm anh chị em cùng các thành viên khác trong gia đình hoàng gia. Cô đã gần với đệ nhất phu nhân của cô - Công chúa Suddha Dibyaratana, Công chúa Sri Ratanakosindra, và em trai của cô - Hoàng tử Paribatra Sukhumbhand, Hoàng tử Nakhon Sawan cùng gia đình của anh ta. Cô thường xuyên đến thăm họ gần như mỗi tuần tại dinh thự của mình - Cung điện Bang Khunphrom. Cô tham gia xem phim với gia đình của Paribatra gần như mỗi cuối tuần.

## Đời sau
Sau cuộc Cách mạng Xiêm La năm 1932, bà quyết định chuyển đến Indonesia, bà được hoàng tử Paribatra Sukhumbhand yêu cầu, sống với ông và gia đình ông. Vì vậy, cô chuyển đến sống tại ngôi nhà riêng của hoàng tử Paribatra ở Bandung, Tây Java gọi là nhà Daha Pati.
Cô đã sống ở đó suốt cả cuộc đời và chết ngày 29/1/1935, ở tuổi 48. Thân xác của cô được đưa về Bangkok, để thực hiện Hiến pháp Hoàng gia tại Sanam Luang.

## Huy hiệu, phong độ, và vinh phong

### Huy hiệu, phong độ
- 4/12/1886 – 15/11/1925: Her Royal Highness Princess Nibha Nobhadol (Nghĩa là: Công chúa cao quyền Hoàng Gia Nibha Nobhadol)
- 15/11/1925 –29/1/1935: Her Royal Highness The Princess of Uthong (Nghĩa là: Công chúa cao quyền Hoàng Gia của Uthong)

### Vinh phong
- Dame of The Ancient and Auspicious Order of the Nine Gems: nhận vào 20/11/1920
- Dame of The Most Illustrious Order of the Royal House of Chakri: nhận vào 15/1/1898
- Dame Cross of the Most Illustrious Order of Chula Chom Klao (First class): nhận vào 22/11/1896
- King Rama V Royal Cypher Medal
- King Rama VI Royal Cypher Medal

## Quan hệ, huyết thống
| Princess Nibha Nobhadol, the Princess of Uthong | Cha: Chulalongkorn, King Rama V of Siam                                         | Cha nội: Mongkut, King Rama IV of Siam                  | Cha của cha nội: Buddha Loetla Nabhalai, King Rama II of Siam |
| Princess Nibha Nobhadol, the Princess of Uthong | Cha: Chulalongkorn, King Rama V of Siam                                         | Cha nội: Mongkut, King Rama IV of Siam                  | Mẹ của cha nội: Queen Sri Suriyendra                          |
| Princess Nibha Nobhadol, the Princess of Uthong | Cha: Chulalongkorn, King Rama V of Siam                                         | Mẹ nội: Queen Debsirindra                               | Cha của mẹ nội: Prince Sirivongse, the Prince Matayabidaksa   |
| Princess Nibha Nobhadol, the Princess of Uthong | Cha: Chulalongkorn, King Rama V of Siam                                         | Mẹ nội: Queen Debsirindra                               | Mẹ của mẹ nội: Mom Noi Sirivongs na Ayudhya                   |
| Princess Nibha Nobhadol, the Princess of Uthong | Mẹ: Princess Saisavalibhirom, the Princess Suddhasininat Piyamaharaj Padivarada | Cha ngoại: Prince Ladavalya, the Prince Bhumindrabhakdi | Cha của cha ngoại: Nangklao, King Rama III of Siam            |
| Princess Nibha Nobhadol, the Princess of Uthong | Mẹ: Princess Saisavalibhirom, the Princess Suddhasininat Piyamaharaj Padivarada | Cha ngoại: Prince Ladavalya, the Prince Bhumindrabhakdi | Mẹ của cha ngoại: Chao Chom Manda Emnoi                       |
| Princess Nibha Nobhadol, the Princess of Uthong | Mẹ: Princess Saisavalibhirom, the Princess Suddhasininat Piyamaharaj Padivarada | Mẹ ngoại: Mom Chin Ladavalya na Ayudhya                 | Cha của mẹ ngoại: unknown                                     |
| Princess Nibha Nobhadol, the Princess of Uthong | Mẹ: Princess Saisavalibhirom, the Princess Suddhasininat Piyamaharaj Padivarada | Mẹ ngoại: Mom Chin Ladavalya na Ayudhya                 | Mẹ của mẹ ngoại: unknown                                      |